# Ilse Braun

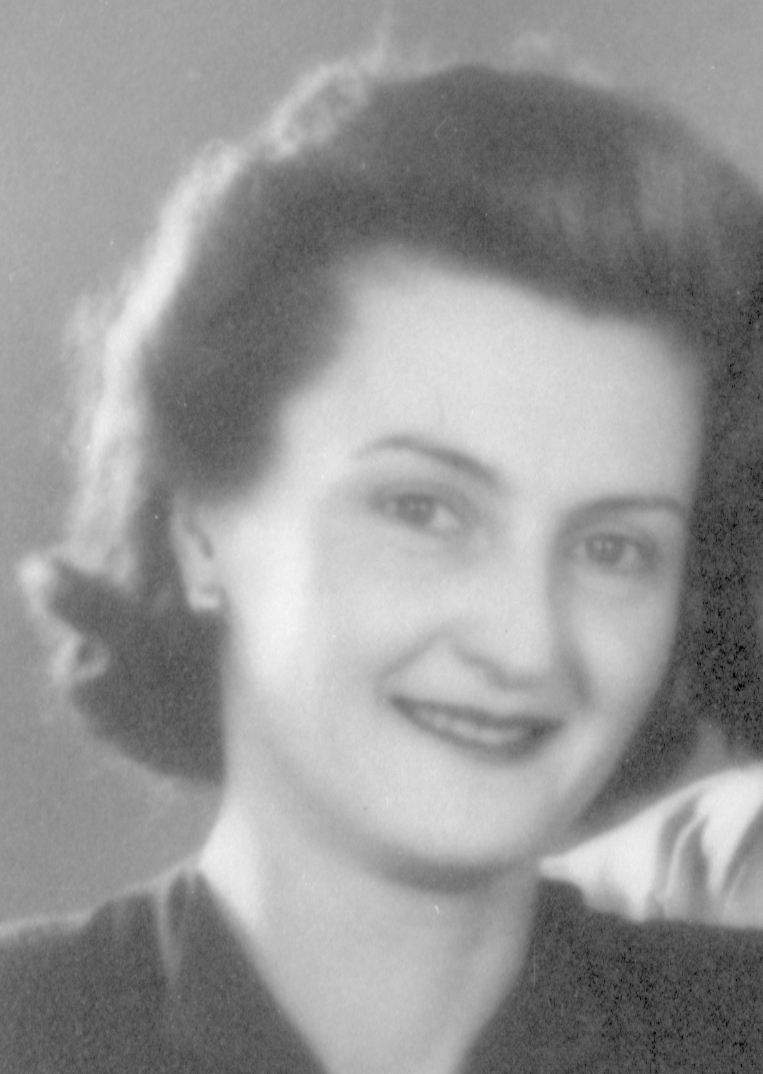
Ilse Ruth Braun, um 1940

Ilse Braun (* 18. Juni 1909 in München; † 28. Juni 1979 ebenda) war neben Gretl Braun eine der beiden Schwestern von Eva Braun und wurde durch die Eheschließung ihrer Schwester mit Adolf Hitler dessen Schwägerin. Sie arbeitete als Sekretärin für Albert Speer und als Redakteurin bei der Schlesischen Zeitung. Interviews, die Nerin E. Gun mit ihr in den 1960er Jahren führte, sind Quellen für Biografien über Eva Braun.

## Leben

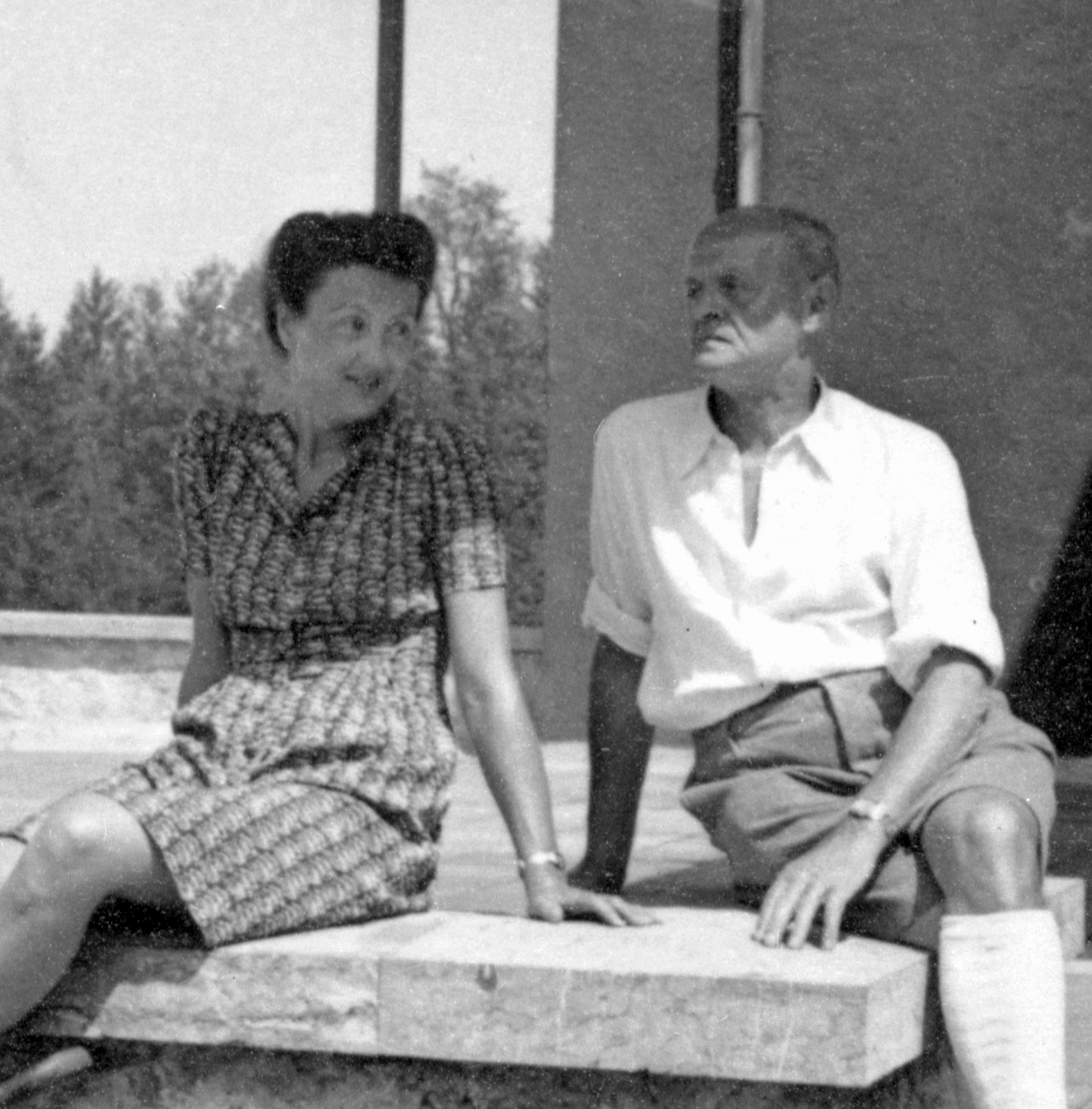
Eltern der Geschwister Braun: Franziska Kronberger und Friederich Braun

Ilse Braun war die älteste von drei Töchtern des Lehrers Friedrich (Fritz) Braun und der Schneiderin Franziska (Fanny) Kronberger. Im Internat der Englischen Fräulein in Nymphenburg erhielt sie eine Ausbildung. 1929 verließ sie ihr Elternhaus und arbeitete als Sprechstundenhilfe bei dem jüdischen Hals-Nasen-Ohrenarzt Martin Levy Marx. Außerdem stellte dieser ihr ein Zimmer zur Verfügung. Angesichts der einsetzenden Judenverfolgung wechselte sie auf „seinen Rat hin“ nach acht Jahren ihren Arbeitsplatz, währenddessen er Vorkehrungen zur Emigration traf. Nach der Historikerin Heike B. Görtemaker gab Ilse Braun nach Kriegsende an, ihre Schwester Eva habe sie „auf das Unmögliche unserer so konträren Berufsstellen angesprochen und aufgefordert, den Arzt zu verlassen“. Sie selbst habe für ihn Fürsprache eingelegt.
Nach der Emigration von Martin Levy Marx in die USA trat sie am 15. März 1937 eine neue Stelle als Sekretärin im Büro von Albert Speer, dem von Hitler bevorzugten Architekten, in Berlin an. Dieser war kurz zuvor, am 30. Januar 1937, zum Generalbauinspektor für die Reichshauptstadt (GBI) ernannt worden. Im Oktober 1937 heiratete Ilse Braun in Berlin Xaver Höchstetter (* 17. Juni 1912; † 15. Mai 1976) und gab ihre neue Arbeitsstelle nach einem halben Jahr wieder auf. Nach drei Jahren trennte sich das Paar. Ilse Braun absolvierte 1940 ein Volontariat im Feuilleton der Deutschen Allgemeinen Zeitung. Sie heiratete 1941 den Mannheimer Walther Fucke-Michels und zog mit ihm nach Breslau, wo sie bis 1943 bei der Schlesischen Zeitung arbeitete. Fucke-Michels wird in Zusammenhang mit NS-Raubkunst gebracht. Gegen Kriegsende floh sie aus Breslau auf den Berghof, den privaten Wohnsitz Adolf Hitlers.
Ein Suizidversuch von Eva Braun im Jahr 1932 ist durch Zeitzeugen und Interviews von Nerin E. Gun mit Ilse Braun und der Familie Braun überliefert, die den Zeitpunkt und den Hergang unterschiedlich schilderten. Ein zweiter Suizidversuch soll im Mai 1935 stattgefunden haben und ist nur durch Guns Gespräche mit Ilse Braun belegt. Sie habe Erste Hilfe geleistet und einen Arzt gerufen. Bei der Gelegenheit habe sie das Tagebuch ihrer Schwester gefunden und Seiten herausgerissen, um den Suizid zu verheimlichen. Diese Tagebuchauszüge aus dem Jahr 1935 dokumentieren die Vorgeschichte des Suizids. Gretl Braun habe sie bei Kriegsende entgegen Eva Brauns Wunsch, dass die Blätter verbrannt würden, versteckt.
Ilse Braun war im Gegensatz zu ihren beiden Schwestern politisch eher uninteressiert. Nach 1945 bemühte sie sich um eine Distanzierung von ihrer Nähe zu Hitler. Sie lebte mit ihrer Mutter nach dem Tod ihres Vaters im Jahre 1964 in Ruhpolding. Ilse Braun starb 1979 infolge einer Krebserkrankung in München und ist dort begraben. Sie hatte keine Kinder.

## Belege
1. ↑  Grabsteinnachweis 24. Juni 2022
2. 1 2  Sebastian Hofer: Der „Führer“ und sein Mädchen, in: Profil, 13. Februar 2010.
3. ↑  Monika Ryll: Der Mannheimer Walther Fucke-Michels. Spross einer Baumeisterfamilie, Schwager Adolf Hitlers und Kunsträuber im Dritten Reich. In: Mannheimer Geschichtsblätter, 31/2016, Seite 78–91.
4. ↑  Görtemaker: Eva Braun. Leben mit Hitler, S. 50.
5. ↑  Heike B. Görtemaker: Eva Braun. Leben mit Hitler, Verlag C.H. Beck, München 2019, ISBN 978-3-406-74282-8, S. 59–61.
6. ↑  Heike B. Görtemaker: Eva Braun. Leben mit Hitler, Verlag C.H. Beck, München 2019, ISBN 978-3-406-74282-8, S. 112.
7. ↑  Nerin E. Gun: Eva Braun-Hitler. Leben und Schicksal, Blick + Bild-Verlag, Kettwig 1968, S. 78–79 (unveränderte Neuausgabe, Arndt Verlag, Kiel 1994, ISBN 978-3-88741-167-1).
8. ↑  Johanna Gehmacher: »I Never Loved Eva Braun«. Geschichtspolitische Funktionen einer nachträglichen Ikone des Nationalsozialismus. In: Österreichische Zeitschrift für Geschichtswissenschaften, 19/2, 1. April 2008, S. 161. doi:10.25365/oezg-2008-19-2-7

| Personendaten    | Personendaten                                                                |
| ---------------- | ---------------------------------------------------------------------------- |
| NAME             | Braun, Ilse                                                                  |
| ALTERNATIVNAMEN  | Höchstetter, Ilse (Ehename 1937–1940); Fucke-Michels, Ilse (Ehename ab 1941) |
| KURZBESCHREIBUNG | deutsche Schwester von Eva Braun, Schwägerin von Adolf Hitler                |
| GEBURTSDATUM     | 18. Juni 1909                                                                |
| GEBURTSORT       | München                                                                      |
| STERBEDATUM      | 28. Juni 1979                                                                |
| STERBEORT        | München                                                                      |